# TRADIC

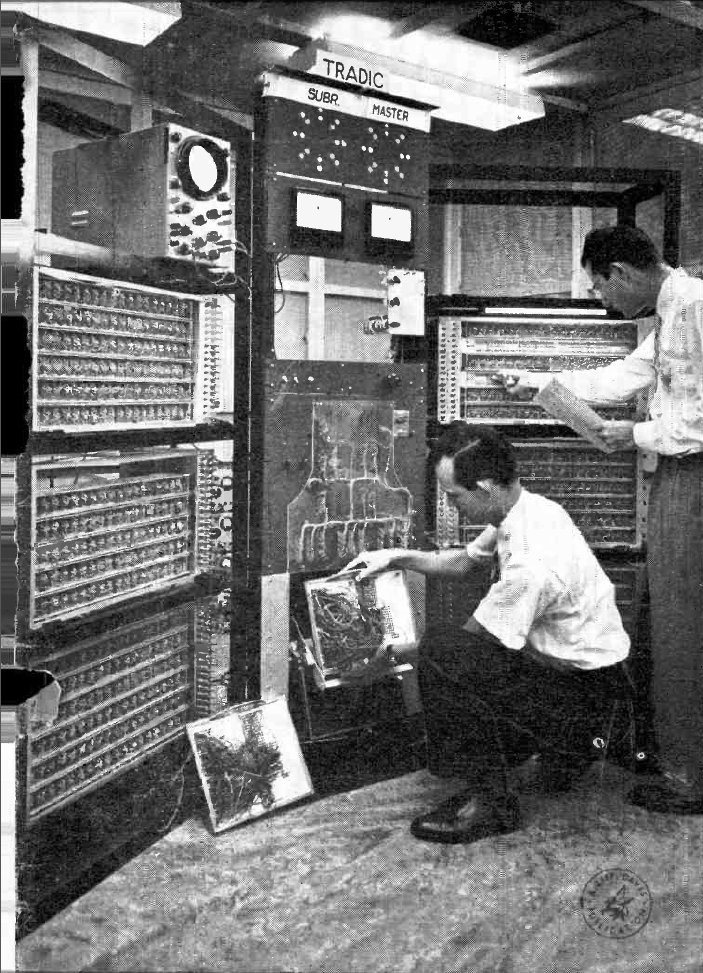
Le prototype du TRADIC en 1955

En 1955 le TRADIC (de l'anglais TRAnsistor DIgital Computer or TRansistorized Airborne DIgital Computer) a été le premier ordinateur à transistors généraliste des États-Unis.

## Description
Il comportait 700 transistors et 10 000 diodes.
Il a été mis en service en 1954 dans les laboratoires Bell à la demande de l'US Air Force.